# Walter Weibull
Nils Peter Walter Weibull, född 3 augusti 1874 i Landskrona, död 22 april 1911 i Nice, var en svensk växtförädlare.
Walter Weibull var son till Walfrid Weibull och Augusta Elisabeth Frost. Efter mogenhetsexamen i Lund 1892 studerade han botanik vid Lunds universitet ett par år och därefter växtförädling i Tyskland, Frankrike och England under flera år. Han var 1898–1910 ledare för den av fadern grundade växtförädlingen på Weibullsholm i Landskrona, och från 1904 var han medinnehavare av firman W. Weibull. Under Walter Weibulls ledning skedde en rationell omläggning av växtförädlingen efter nya och större linjer. Mindre givande betsorter ersattes med mera givande och lättodlade, pedigree- eller individualmetoden, som länge blev den ensamt brukade, började användas redan 1898, och torrsubstansundersökningen, det vill säga undersökningen av rotfrukternas inre egenskaper, utfördes från 1903 enligt förbättrad metod. Weibull utvidgade snart förädlingen till att även omfatta vallväxter och sädesslag. Den första W. Weibulls illustrerade årsbok för rotfruktsodlare utkom 1904, ett modernt laboratorium inrättades 1905 samt en frökontrollavdelning 1906, och den förste vetenskapligt utbildade botanikern Birger Kajanus anställdes 1907. 1908 fick verksamheten namnet Weibullsholms växtförädlingsanstalt. Weibull visade sin sin gärning förutseende och initiativförmåga. Hans insats fick avgörande betydelse för den fortsatta utvecklingen av företaget, och vid hans död var Weibulls känt av i stort sett alla svenska lantbrukare.